# 吉ヶ原駅
吉ヶ原駅（きちがはらえき）は、岡山県久米郡柵原町（現・美咲町）吉ヶ原に位置していた同和鉱業片上鉄道線の駅（廃駅）である。

## 歴史
- 1931年（昭和6年）2月1日：開業。
  - 当時の所在地表示は岡山県勝田郡飯岡村吉ヶ原であった。
- 1955年（昭和30年）1月1日：柵原町成立に伴い、所在地表示が岡山県久米郡柵原町吉ヶ原になる。
- 1991年（平成3年）7月1日：路線廃止に伴い廃駅。その後は鉄道代行バスの停留所の待合室として再利用。
- 1998年（平成10年）11月15日：柵原ふれあい鉱山公園が開業。
- 2005年（平成17年）3月22日：美咲町成立に伴い、所在地表示が岡山県久米郡美咲町吉ヶ原になる。
- 2006年（平成18年）3月2日：駅舎が登録有形文化財に登録。

## 駅構造
三角屋根の木造駅舎を持つ有人駅だったが、最晩年は駅員配置は朝夕のみで昼は無人駅となっていた。
2面3線の相対式ホームをもつほか、貨物ホームや詰所、操車場があった。
当駅からは中鉄バスの路線バスが津山駅との間を結んでいた。2025年（令和7年）現在も中鉄北部バスによって運行は続けられている。

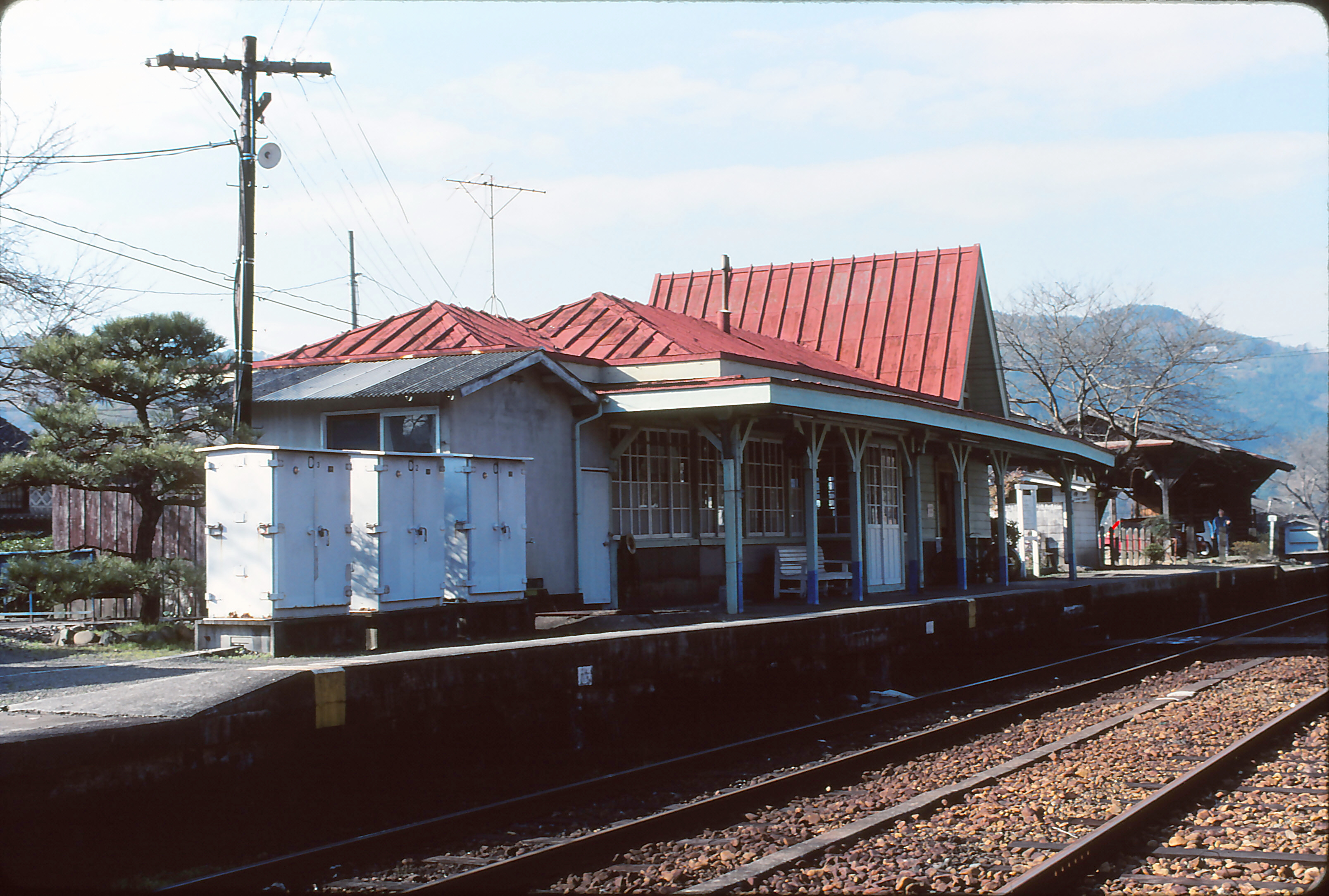
営業当時の構内（1990年11月）
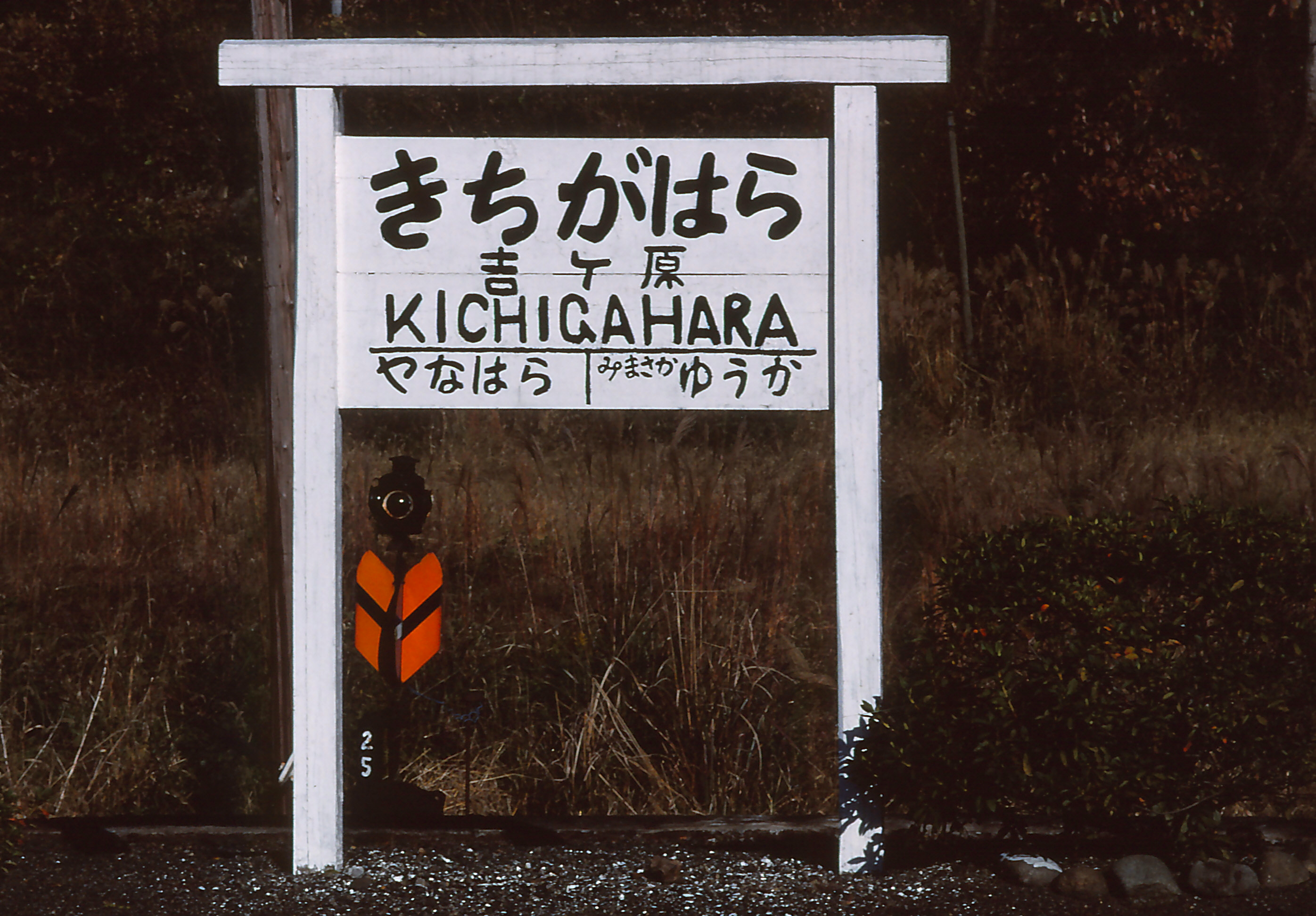
駅名標（1990年11月）

## 駅周辺
- 火の谷山
- 中国自然歩道
- 本経寺
- 柵原病院
- 岡山県道26号津山柵原線
- 中鉄北部バス「吉ヶ原」停留所

## 廃止後
駅舎より片上方の線路は全て撤去されていたが、一部配線を変更して復元され柵原ふれあい鉱山公園の一施設となっており、展示運転の駅舎として使用されているが、新型コロナウイルス感染症の影響により、2020年2月を以て展示運転は休止している。2023年現在に於いての再開時期は未定。
駅構内には計12両が展示・保存されており、旧国鉄キハ07形気動車であるキハ702などを使用して、映画撮影やドラマの収録が行われたこともある。
ロケの事例（廃止後）
- アキレスと亀 (映画) - キハ702を使用してワンシーンを撮影（2008年2月24日）。
- 砂の器 ‐ 2011年テレビ朝日製作版において、2011年1月17日と22日に「羽後亀田駅」として撮影。
- マンハント - 構内でワンシーンを撮影。

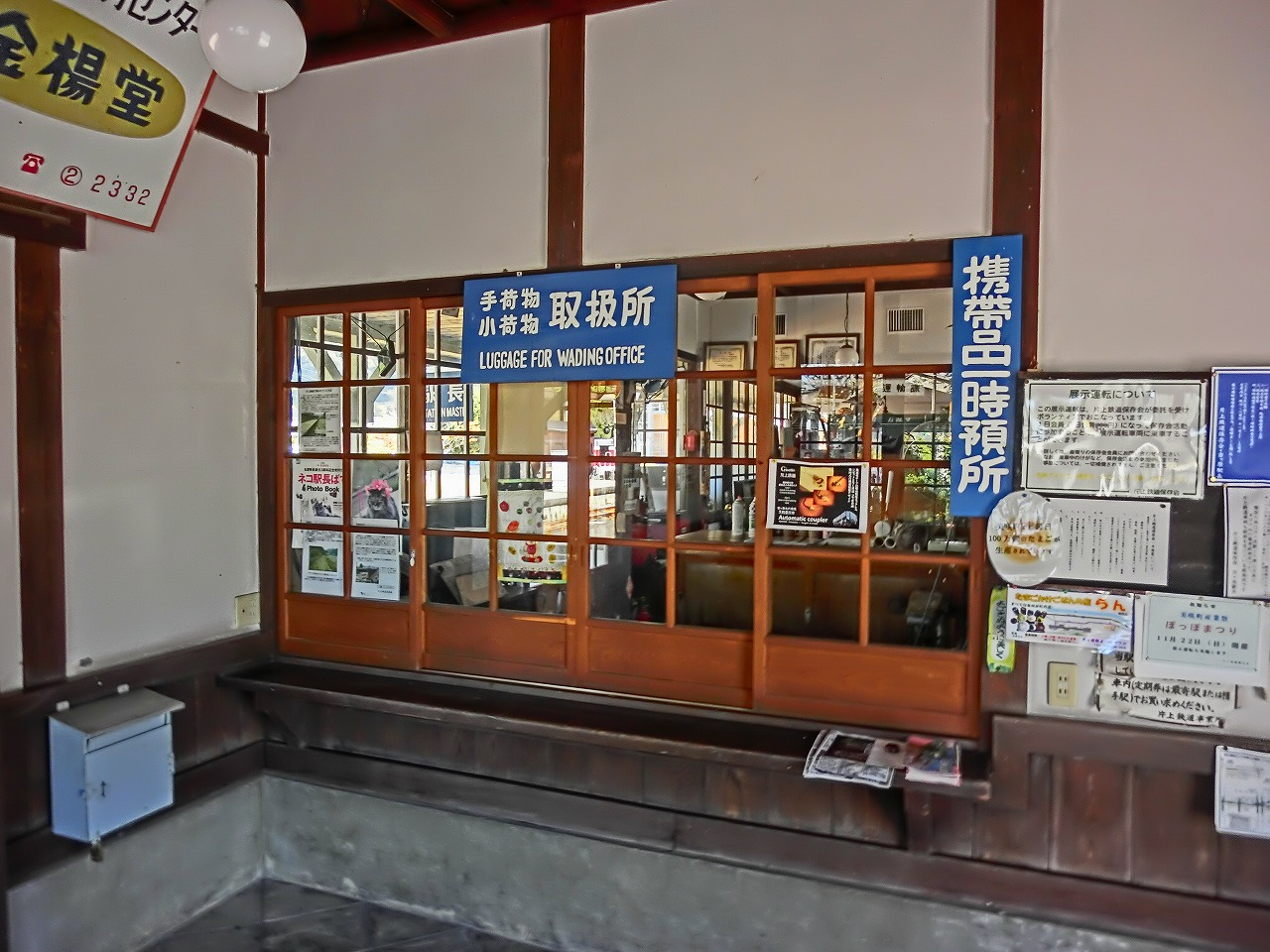
駅舎内
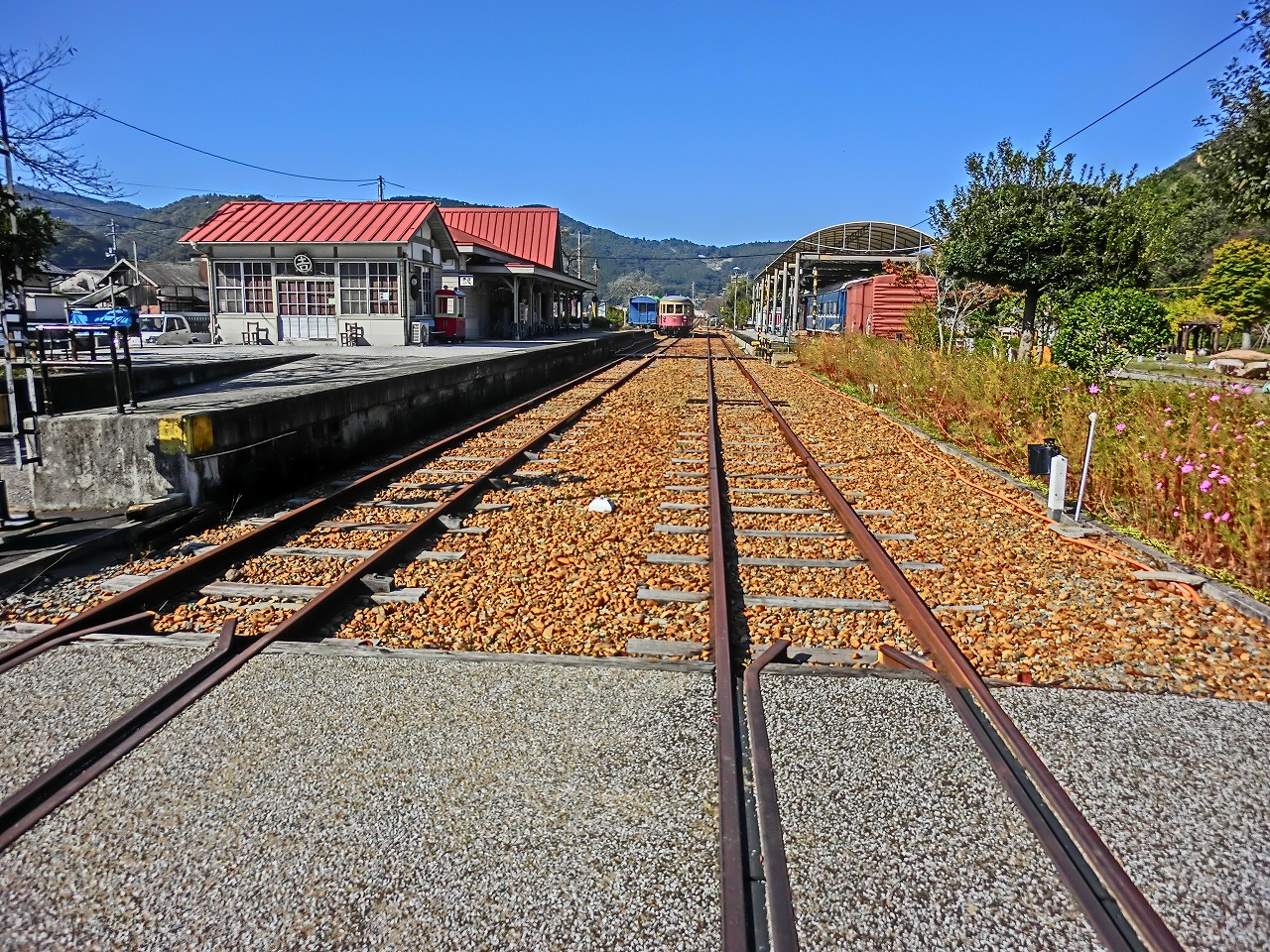
保存車両と軌道
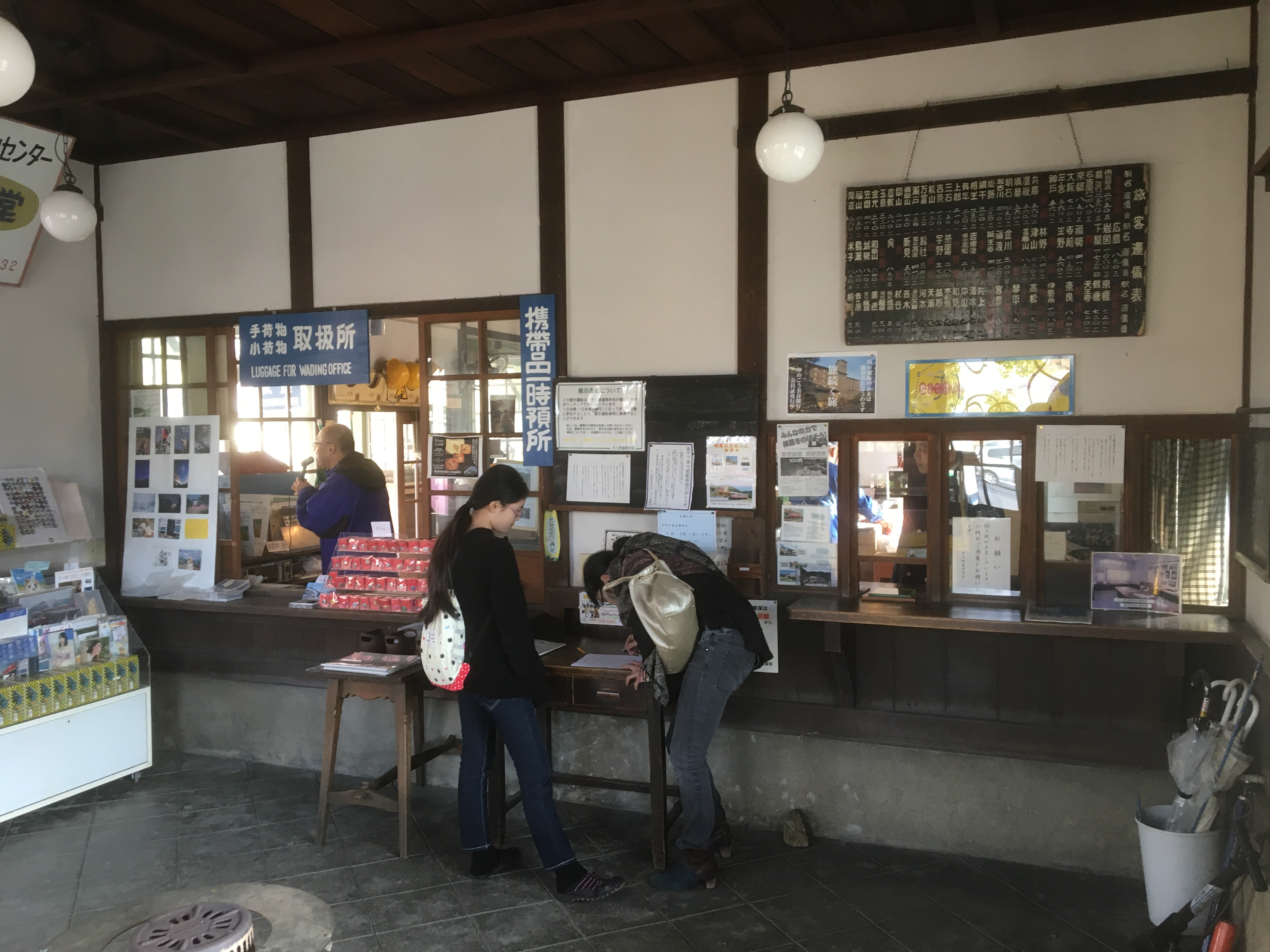
保存会による車両走行会
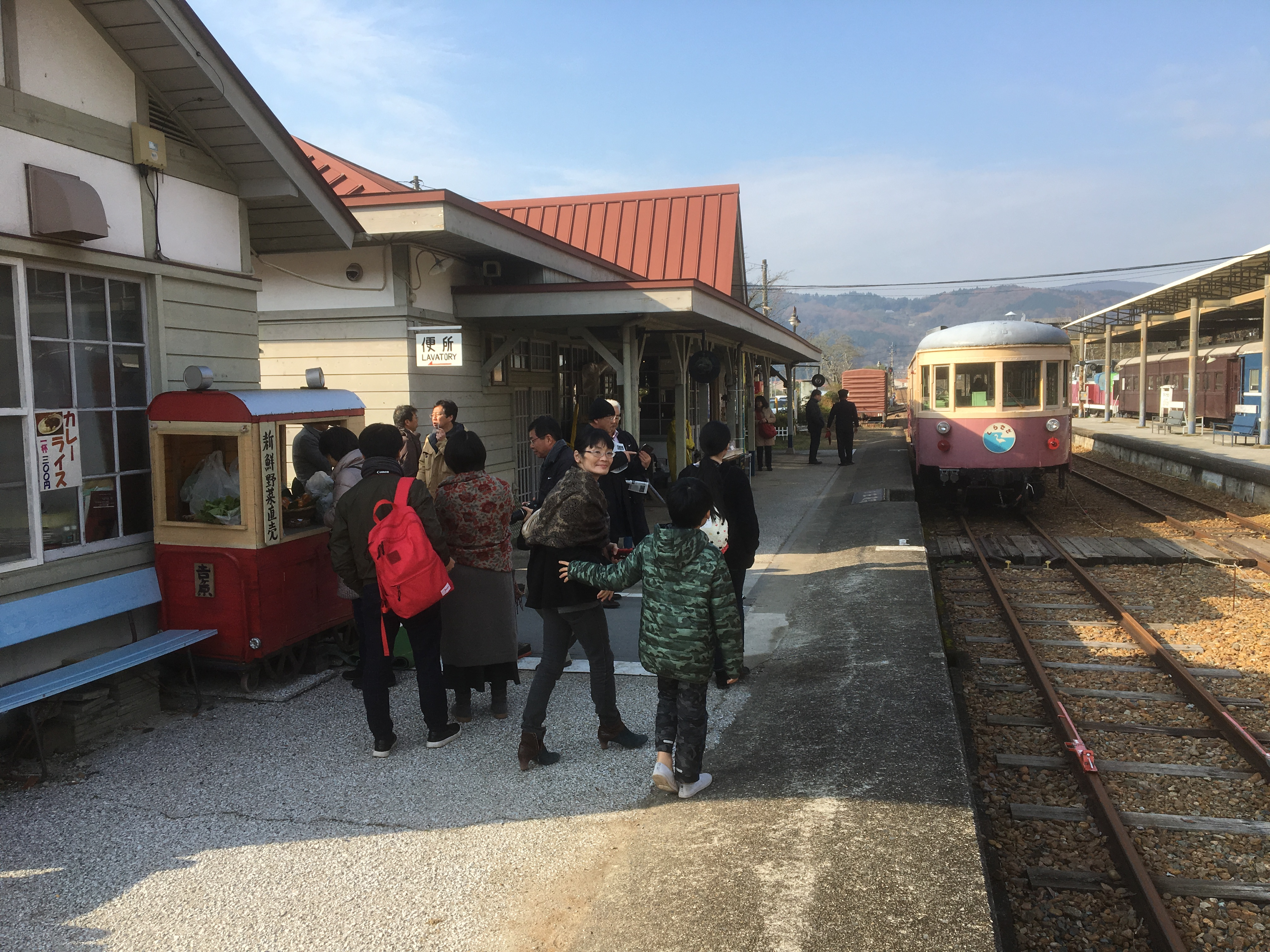
ホームに入るキハ702
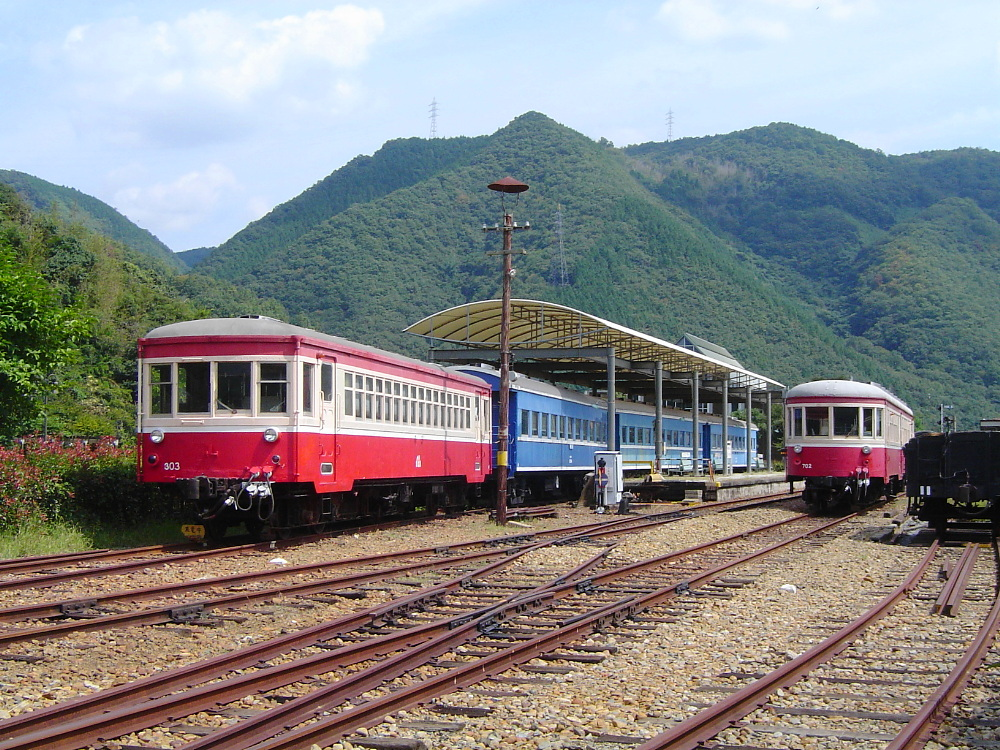
柵原ふれあい鉱山公園に保存されている車両群

余談
- 歴史的な車両を多数動態保存していることから、2015年7月、Google ストリートビューギャラリーの収録が行われた。その後ウェブ上に公開され、車内や構内の閲覧が可能になっている[2]。
- 2014年11月2日、旧柵原駅側に約130 mの線路が復元され、折り返し地点に「黄福柵原駅」（駅舎は駐車場の休憩施設）が設置された[3]。

## 隣の駅
同和鉱業
片上鉄道線
美作飯岡駅 - 吉ヶ原駅 - 柵原駅